# リゾビウム目
リゾビウム目（リゾビウムもく、Rhizobiales）はアルファプロテオバクテリア綱に属す目。
2018年9月現在、17科130属を超える大型の目である。さまざまな種を含むが、植物や動物に共生、または感染して病気を引き起こす種を多く含む。植物と共生する種の中には、根粒を形成するものもある。これは植物に窒素を供給するため、農業的に重要である。リゾビウム属のような植物病原菌、ヒトを含む動物に感染するブルセラ属、バルトネラ属なども知られる。
メチロキスティス属やメチロバクテリウム属のような、II型メチル栄養細菌もこの科のメンバーである。

## 含まれる科
- "Aurantimonadaceae"
- Bartonellaceae
- Beijerinckiaceae
- Bradyrhizobiaceae
- Brucellaceae
- Chelatococcaceae
- Cohaesibacteraceae
- Hyphomicrobiaceae
- Mabikibacteraceae
- Methylobacteriaceae
- Methylocystaceae
- Notoacmeibacteraceae
- Phyllobacteriaceae
- Rhizobiaceae
- Rhodobiaceae
- Roseiarcaceae
- Xanthobacteraceae